# Ő (film, 1953)
Az Ő (El) 1953-ban bemutatott mexikói filmdráma Luis Buñuel rendezésében.

## Történet
|  | Alább a cselekmény részletei következnek! |

Francisco jómódú, gazdag spanyol nemes, aki beleszeret barátja, Raul menyasszonyába, a szépséges Gloriába. Francisco meghódítja Gloriát, és feleségül veszi. Ám a nászúton kiderül Gloria számára, hogy férje szörnyen féltékeny, és e féltékenység erőszakos tettekre is sarkallja Franciscót (Francisco meggyőződése, hogy szobájukban is figyelik őket, ezt azzal próbálja kivédeni, hogy a nap folyamán többször is kalaptűt szúr bele a ajtó kulcslyukába). Állandó veszekedések kezdődnek, Francisco igyekszik elszigetelni a feleségét. Így Gloria már a barátaival, rokonaival, anyjával sem találkozhat Francisco engedélye nélkül. Francisco féltékenysége immár odáig fajul, hogy Gloriát kulcsra zárva tartja a hálószobájában, és többször megszorongatja a nyakát, utalva rá, hogy bármikor kicsavarhatja, ha úgy tartja kedve. Gloria amikor már látja, hogy Francisco nem tud parancsolni az érzelmeinek, anyjához és egy paphoz fordul, de azok nem veszik komolyan az aggályait. Szenvedései akkor érnek véget, amikor Francisco a templomban idegösszeomlást kap, azt vizionálva, hogy a misét celebráló pap és a gyülekezet tagjai is rajta nevetnek. Később egy kolostorban keres menedéket. Amikor Raul és Gloria meglátogatja, kiderül, hogy Franciscót bár leplezi, még mindig gyötrik téveszméi.

## Szereplők
- Arturó de Cordova – Francisco Galvan de Montemajor
- Delia Garces – Gloria Milalta
- Luis Beristain – Raul Conde

## Háttér
Buñuel többször is úgy nyilatkozott, hogy ez a kedvenc filmje, ugyanakkor az Ő című film ismertsége minimális, a filmtörténetben méltatlanul alábecsült mű.
A film felveti a családon belüli erőszak problematikáját, a féltékenység, az agresszió témakörét, szürreális képek szemben más Buñuel művel nem nagyon fordulnak elő benne. A film rávilágít arra, hogy a látszólag kifogástalan külső mögött mély lelki megrázkódtatások, feszültségek tombolhatnak, amelyeket azonban az előkelő társaságban illik elhallgatni. E kettősség: a külső látszólagos nyugalom és a belső elfojtott vágyak, agressziók Buñuel szinte minden későbbi filmjében visszaköszönnek.

## Jelölés

### Cannes-i fesztivál(1953)
- jelölés: Nagydíj (Luis Buñuel)

## Külső hivatkozások
- Ő a PORT.hu-n (magyarul)